# Mychophilus palmatus
Mychophilus palmatus is een eenoogkreeftjessoort uit de familie van de Enteropsidae. De wetenschappelijke naam van de soort is voor het eerst geldig gepubliceerd in 1996 door López-González & Conradi.